# Allogymnopleurus infranitens
Allogymnopleurus infranitens là một loài bọ cánh cứng trong họ Bọ hung (Scarabaeidae).